# Cotula myriophylloides
Cotula myriophylloides là một loài thực vật có hoa trong họ Cúc. Loài này được Harv. mô tả khoa học đầu tiên năm 1840.